# 湾岸戦争における石油流出
湾岸戦争における石油流出（わんがんせんそうにおけるせきゆりゅうしゅつ）では、1991年の湾岸戦争によってペルシア湾で発生した、歴史上最大級の石油流出について述べる。

## 概要
この石油流出は、主にイラク軍による人為的なもので、アメリカ海兵隊の上陸や石油備蓄の奪取を妨げる意図があった。イラク側はバグダードから速報を発し、この原油はアメリカ軍が空爆した2隻のタンカーから流出したものであると主張した。一方で多国籍軍は、流出元はクウェートの海上石油ターミナルであると断定した。1月26日、アメリカの3機のF-117攻撃機がパイプラインを破壊し、ペルシア湾への原油流出をくい止めた。この他にも、攻撃を受けたクウェート・アハマディ港近くの石油精製所やタンカー、ブビヤン島付近のタンカー、それにイラクのアル・バクル港ターミナルからの原油流出も確認された。

## 環境被害
当初は、流出した原油は1100万バレル（130万立方メートル）と推定された。しかし後にはこの推計は大幅に下方修正され、1992年までのアメリカ政府の調査では400万バレル（48万立方メートル）から600万バレル（72万立方メートル）、民間の調査では200万バレル（24万立方メートル）から400万バレルといった推計が出されている。
流出域は最大で長さ160キロメートル・幅68キロメートルもの範囲に広がり、厚いところでは13センチメートルもの原油の層ができた。汚染された範囲全体の面積はよく分かっていないが、少なくとも直前の1989年に発生したエクソンバルディーズ号原油流出事故（流出量約26万バレル）の数倍にもなったと考えられている。
ニューヨーク・タイムズによると、1993年にUNESCO、バーレーン、イラン、イラク、クウェート、オマーン、カタール、サウジアラビア、アラブ首長国連邦、アメリカの協力により行われた調査では、「長期的な影響は少ない」という結論が出た。およそ半分の原油が消滅し、100万バレル（12万立方メートル）は回収され、200万バレルから300万バレル（36万立方メートル）がサウジアラビアなどの沿岸に漂着した。しかし後年行われた科学的な調査では、1993年の調査結果は否定されている。シャットゥルアラブ川河口付近の湿地帯には9年たっても原油が残存しており、完全な回復には数十年を要するとみられている。
2010年にメキシコ湾原油流出事故が発生した際、イギリスのフィナンシャル・タイムズは1993年のペルシア湾の事件を取り上げ、事故発生初期に出される破滅的な環境破壊予想は誇張である可能性が高い、という指摘の根拠としている。